# Poziom Gotowości Technologicznej
Poziom Gotowości Technologicznej (Technology Readiness Level, TRL) – to metoda oceny dojrzałości technologii, stosowana w celu określenia stopnia jej gotowości do wdrożenia i komercjalizacji. Skala TRL obejmuje dziewięć poziomów, od podstawowych badań naukowych (TRL 1) do w pełni funkcjonującej technologii w rzeczywistych warunkach operacyjnych (TRL 9).

## Historia
Koncepcja TRL została opracowana przez NASA w latach 70 XX wieku jako narzędzie oceny dojrzałości technologii w programach kosmicznych. W kolejnych dekadach skala została zaadaptowana przez inne instytucje, w tym Departament Obrony USA, Europejską Agencję Kosmiczną (ESA) oraz Komisję Europejską. W 2013 roku Międzynarodowa Organizacja Normalizacyjna (ISO) opublikowała normę ISO 16290:2013, standaryzującą definicje poziomów TRL.

## Opis poziomów TRL
Każdy poziom TRL reprezentuje etap rozwoju technologii:
- TRL 1: Obserwacja i opis podstawowych zasad funkcjonowania technologii.
- TRL 2: Określenie koncepcji technologii lub jej przyszłego zastosowania.
- TRL 3: Analityczne i eksperymentalne potwierdzenie kluczowych funkcji lub koncepcji technologii.
- TRL 4: Walidacja komponentów lub makiety technologii w warunkach laboratoryjnych.
- TRL 5: Walidacja komponentów lub makiety w warunkach zbliżonych do rzeczywistych.
- TRL 6: Demonstracja modelu lub prototypu systemu w odpowiednim środowisku.
- TRL 7: Demonstracja prototypu systemu w warunkach operacyjnych.
- TRL 8: Zakończenie rozwoju systemu i jego kwalifikacja poprzez testy i demonstracje.
- TRL 9: Udowodniona skuteczność systemu w rzeczywistych warunkach operacyjnych.

## Zastosowanie
Skala TRL jest wykorzystywana do oceny ryzyka związanego z wdrażaniem nowych technologii, planowania badań i rozwoju oraz podejmowania decyzji o finansowaniu projektów. Znalazła zastosowanie w różnych sektorach, takich jak przemysł kosmiczny, obronny, energetyczny czy informatyczny.

## Krytyka
Pomimo szerokiego zastosowania, skala TRL bywa krytykowana za nieuwzględnianie aspektów integracji technologii z istniejącymi systemami oraz gotowości produkcyjnej. W odpowiedzi na te ograniczenia opracowano dodatkowe narzędzia, takie jak poziomy gotowości produkcyjnej (Manufacturing Readiness Levels, MRL) i poziomy gotowości systemu (System Readiness Levels, SRL), które uzupełniają ocenę TRL.